# 真刺鼻單棘魨
真刺鼻單棘魨，又稱真前孔魨，為輻鰭魚綱魨形目鱗魨亞目單棘魨科的其中一種，為熱帶海水魚，分布於中太平洋東部夏威夷群島海域，棲息深度14-92公尺，體長可達12.5公分，棲息在底層水域，生活習性不明。

## 扩展阅读
維基物種上的相關：真刺鼻單棘魨